# کریمین (استان بلاگووگراد)
کریمین (به بلغاری: Kremen, Blagoevgrad Province) یک روستا در بلغارستان است که در شهرداری بنسکا واقع شده‌است.

## خصوصیات
کریمین ۶۱٬۸۶۹ کیلومترمربع مساحت و ۲۱۳ نفر جمعیت دارد و ۱٬۱۰۰ متر بالاتر از سطح دریا واقع شده‌است.